# Тас-Хаяхтах
Тас-Хаяхта́х — горный хребет на северо-востоке Якутии, Россия.
Тас-Хаяхтах представляет собой 2 горные гряды, протянувшиеся с севера на юг более чем на 100 километров. Расположен на плато Черского, высота до 2356 метров.
Хребет Тас-Хаяхтах является водоразделом бассейнов рек Индигирка и Яна. Состоит в основном из алевролитов, аргиллитов и гранитных образований. Растительность представлена лиственными лесами, на высоте от 1000 метров — хвойные деревья и лишайники.
В наиболее пустынной части горного хребта, в котлообразной долине реки Догдо, в 1645 году ламуты и юкагиры под начальством князька своего Пелевы устроили засаду на русский казачий отряд, ведший с собой юкагирских аманатов. Русские были перебиты, аманаты — освобождены. В котловине этой происходит вечный шум, похожий на жалобный стон. Якуты объясняют этот шум стонами и метаньем душ убитых, ищущих выхода из котловины, а местность получила название Убиенное поле.